# وول-ي (لعبة فيديو)
وال-إي (بالإنجليزية: WALL-E)‏ هي لعبة فيديو مقتبسة عن الفيلم الذي هو بنفس الاسم. ظهر نسخة اللعبة الفيديو للفيلم قبل أول عرض له في الولايات المتحدة على أجهزة الإكس بوكس 360، والبلاي‌ستيشن 3، والبلاي‌ستيشن 2، والبلاي‌ستيشن بورتبل، والوي، والنينتندو دي إس، وأيضاً الحاسوب الشخصي. إن هذه اللعبة هي أول لعبة غربية تترجم إلى اللغة العربية، ولكن هذه الترجمة متوفرة فقط على الإكس بوكس 360، والبلاي‌ستيشن 3، والپي إس پي.